# Franc-maçonnerie en Écosse
La franc-maçonnerie en Écosse est à l'origine de la franc-maçonnerie dite : « spéculative » qui apparaît et se développe en Grande-Bretagne au début du XVIIIe siècle. La majorité des loges écossaises et de leurs membres se placent sous les constitutions de la Grande Loge d’Écosse crée en 1736 et qui se situe dans le courant de la Grande Loge des anciens lors de la querelle qui oppose cette dernière à la première Grande Loge d'Angleterre. Au XXIe siècle, elle est principalement représentée par  des structures obédientielles symboliques ou de hauts grades qui  adhèrent à des constitutions conformes aux principes de régularité maçonnique édictés par la Grande Loge unie d'Angleterre. Elle s'est également diffusée dans plusieurs parties du monde par la création de juridictions dépendantes de la Grande Loge d’Écosse. Elle est liée à l'existence même de la plus ancienne loge connue encore en activité, la loge Kilwinning n°0 et du rituel pratiqué, le Rite standard d'Écosse.
La datation du début de la franc-maçonnerie spéculative en Écosse reste en 2016 incertaine. C'est seulement à partir de 1599 que les loges opératives commencent à créer des comptes rendus écrits du déroulement de leurs travaux.

## Caractéristiques
La franc-maçonnerie en Écosse fait état d'un caractère hétéroclite assez différent de celle pratiquée dans les îles Britanniques en particulier. La création de la Grande Loge d’Écosse en 1736 étant postérieure à la création de la majorité des loges maçonniques écossaises. La grande majorité de ces loges n'accueillent pas cette création avec un grand enthousiasme et ne partagent pas foncièrement l’idée d'un corps centralisateur comme ceux créés en Angleterre ou en Irlande quelques années plus tôt. De nombreuses loges, de par leur préexistence, restent soucieuses de conserver leurs prérogatives et leurs traditions propres. 
En conséquence, la nouvelle grande loge n'a pas tenté d'harmoniser les pratiques maçonniques afin d'encourager et d'attirer plus aisément les loges sous sa tutelle. La grande loge a aussi convenu de ne pas interférer avec les responsables locaux des loges dans la mesure où elles adhèrent aux constitutions maçonniques écossaises. Après avoir garanti l’indépendance aux loges fondées avant 1736, il fut impossible d'avoir un règlement différencié pour les loges créées postérieurement. Chaque loge pouvant alors adopter des procédures, des insignes ou des rituels distinctifs. En conséquence le développement de la maçonnerie en Écosse est nettement moins homogène et standardisé que dans les autres parties du monde.

## Organisation
En vertu des constituons maçonniques écossaises les loges s'administrent avec une grande autonomie. S'il existe un Rite standard d’Écosse, chaque loge peut aménager ou pratiquer le rite selon des adaptations qui lui sont propres. Il y a toutefois certaines limites placées sous le contrôle de la Grande Loge d’Écosse. Les loges ont également le droit de choisir des modèles de tartan traditionnel comme signe distinctif de la loge.
Les loges bleues (craft) pratiquent les trois degrés maçonniques traditionnels, d'apprenti, de compagnon et de maître, le titre de maitre passé ou installé est également en vigueur dans les loges écossaises. Comme pour la plupart des loges dans le monde, les membres peuvent poursuivre leur expérience maçonnique dans les ateliers supérieurs d'obédiences reconnues par la grande loge. La grande majorité des francs-maçons écossais poursuivent leurs cursus, en choisissant d’accéder tout d'abord au grade de « Maçon de la marque », grade traditionnel écossais et qui ouvre les portes des chapitres du Saint Arche royal, grade qui n'est pourtant pas le plus pratiqué par la suite. Ils peuvent également accéder aux hauts grades du Rite écossais ancien et accepté, et à l'Ordre royal d’Écosse, même si ces accès sont plus étroitement contrôlés et ne s'ouvrent que sur invitation seulement.

## Le degré de«Maître de la marque»
En vertu de la pratique maçonnique traditionnelle écossaise, le degré de « Maître de la marque » peut être reçu de deux façons, soit dans un loge symbolique, soit dans un chapitre de l'Arche Royal et après avoir atteint le degré de maître maçon. Une spécificité de la franc-maçonnerie en Écosse et des constitutions et règlements de la Grande Loge d’Écosse, est qu'aucun franc-maçon ne peut être exalté au grade de l'Arche Royal sans avoir reçu antérieurement, le degré de « Maitre de la marque ». Contrairement aux pratiques de la maçonnerie anglaise, qui dispensent de cette obligation. Bien que les chapitres de l'Arche Royal soient souverains, certains peuvent ne pas recevoir les visiteurs, s'ils ne sont pas porteurs de ce degré. Ces restrictions n'existent pratiquement qu'en Écosse et ne sont pas applicables en Irlande ou en Australie par exemple.